# 马桑吉
马桑吉（法語：Massangis）是法国勃艮第大区约讷省的一个市镇，属于阿瓦隆区塞兰河畔利斯勒县。该市镇2009年时的人口为360人。

## 人口
马桑吉人口变化图示
| 数据来源：INSEE |